# Nieuwe Kempen
Nieuwe Kempen is een gehucht in het dorp Opglabbeek van de gemeente Oudsbergen in de Belgische provincie Limburg. De wijk is gelegen ten westen van het 'centrum' van Opglabbeek, op de weg naar het Genkse stadsdeel Zwartberg. Het grote industriegebied van Opglabbeek ligt tegen de wijk aan. Vanuit de wijk is de enig overgebleven mijnterril (steenberg) van de steenkoolmijn van Zwartberg te zien.
De wijk ontstond in het begin van de jaren 1960. Nieuwe Kempen telt circa 2.000 inwoners. Nieuwe Kempen vormt een zelfstandige parochie, toegewijd aan Onze-Lieve-Vrouw der Kempen. Naast de kerk is er ook een school, de Vrije Basisschool Floor & Tijn.

## Natuur
Ten noorden van Nieuwe Kempen liggen de Ophovenderheide, ten zuiden Opglabbekerzavel, de Klaverberg en het Heiderbos, en ten westen de mijnterril van Zwartberg.

## Sport
Nieuwe Kempen had tot het seizoen 2014-2015 een eigen voetbalploeg, namelijk SK Nieuwe Kempen. Deze bevond zich bij De Krinkel. Op deze plaats werd de rugbyclub van Oudsbergen opgericht, namelijk Rugbyclub Oudsbergen, die voorheen in Maaseik gevestigd was.
Deelgemeenten: Ellikom · Gruitrode · Meeuwen · Neerglabbeek · Opglabbeek · Wijshagen

Overige kernen: Koestraat · Louwel · Muisven · Nieuwe Kempen · Ophoven · Plokrooi · De Rieten · Zoetebeek

Belgische gemeenten · Arrondissement Maaseik · provincie Limburg · Vlaanderen